# Battle Ground (Washington)
Battle Ground ist eine Stadt im Clark County im US-Bundesstaat Washington. Die Bevölkerung wurde bei der Volkszählung von 2020 mit 20.743 ermittelt.

## Ursprung des Namens „Battle Ground“
Ironischerweise fand an dem Ort gar keine Schlacht statt. 1855 waren viele der Soldaten des nahe gelegenen Fort Vancouvers abwesend, um einen Aufstand der Yakima-Indianer zu bekämpfen. Nervöse Siedler organisierten einen Trupp Freiwilliger, um das unterbesetzte Fort zu bewachen. Sie befürchteten, dass der eigentlich freundliche Stamm der Klickitat vom Lewis River dem Aufstand beitreten würde, und beorderten sie in die Vancouver Barracks in der Nähe des Forts.
Als einige der Klickitat flüchteten, führte Captain William Strong, einen Teil der Freiwilligen an, um sie zurückzubringen. Sie überwältigten die Klickitats in der Nähe des heutigen Ortes, aber anstatt sie in einen Kampf zu verwickeln, überredete Captain Strong sie, friedlich zum Fort zurückzukehren. Während dieser Ereignisse wurde der Anführer der Klickitat, Häuptling Umtuch, getötet. Die Umstände seines Todes sind unklar: manche sagen, er wurde von einem Soldaten getötet, andere meinen, dass ein versehentlicher Schuss seiner eigenen Männer die Ursache war. Die Klickitat versprachen, zum Fort zurückzukehren, nachdem sie ihren Häuptling begraben hatten, eine Zeremonie, die mehrere Tage dauern würde, so dass Strong ohne sie zurückkehrte.
Die Siedler hatten einen Kampf erwartet, und als Strong mit leeren Händen zurückkam, beschuldigten sie ihn der Feigheit. Also machte er sich wieder auf den Weg, um die Klickitat zu treffen, wieder wurde ihm versichert, dass sie friedlich zum Fort zurückkehren würden, und wieder kam er mit leeren Händen zurück.
Die Klickitat kehrten wie versprochen zurück, aber Strong wurde weiterhin kritisiert. Die Frauen des Forts „belohnten“ ihn mit einem vielfarbigen Mantel in einer Pseudofeier für seine Tapferkeit und die Gegend, in der die Klickitat gestellt wurden, wurde spöttisch als „Strong’s Battle Ground,“ und später einfach als „Battle Ground“ bezeichnet.

## Geschichte
Battle Ground wurde offiziell am 18. Juni 1951 gegründet.

## Geographie
Nach dem United States Census Bureau hat die Stadt eine Fläche von 9,4 km².

## Demographie
Bei der Volkszählung von 2000, gab es 9296 Einwohner, 3071 Haushalte, und 2346 Familien, die in der Stadt lebten. Die Bevölkerungsdichte betrug 986,0/km². Es gab 3.196 Häuser, also eine durchschnittliche Dichte von 339,0/km². Die Bevölkerung setzt sich aus 93,81 % Weißen, 0,49 % Afroamerikanern, 0,86 % Indianern, 0,72 % Asiaten, 0,11 % ehemalige Bewohner der pazifischen Inseln, 1,72 % anderen Gruppen, und 2,28 % aus zwei oder mehreren Gruppen, zusammen. Hispanic oder Latinos machten 4,14 % der Bevölkerung aus.
In 50,4 % der 3071 Haushalte lebten Kinder, die jünger als 18 waren, in 58,9 % lebten verheiratete Paare, 12,0 % bestanden aus einer allein lebenden Frau ohne Ehemann, und 23,6 % waren keine Familien. 18,2 % waren Singlehaushalte, und in 7,7 % lebte eine Person die 65 Jahre oder älter war allein. Die durchschnittliche Haushaltsgröße war 2,99 und die durchschnittliche Familiengröße 3,43.
Die Unterteilung nach Alter ergab folgendes: 36,2 % waren jünger als 18, 10,0 % zwischen 18 und 24, 32,9 % zwischen 25 und 44, 13,5 % zwischen 45 und 64, und 7,3 % 65 oder älter. Das Durchschnittsalter betrug 27. Auf 100 Frauen kamen 95,8 Männer. Auf 100 Frauen ab 18 kamen 90,5 Männer.
Das Durchschnittseinkommen eines Haushalts betrug $45.070, und das einer Familie $49.876. Männer hatten ein durchschnittliches Einkommen von $41.133, im Gegensatz dazu $25.215 bei Frauen. Das Durchschnittseinkommen eines Bewohners der Stadt betrug $17.139. Ca. 7,3 % der Familien und 9,3 % der Bevölkerung lebten unter der Armutsgrenze, einschließlich 11,1 % der unter 18-Jährigen and 8,4 % der über 65-Jährigen.

## Persönlichkeiten
- Kameron Hurley (* 1980), Science-Fiction- und Fantasy-Autorin